# ناوكي ناكاجاوا
ناوكي ناكاجاوا هو لاعب كرة مضرب ياباني، ولد في 19 نوفمبر 1996 في فوكوتسو في اليابان.

## وصلات خارجية
- ناوكي ناكاجاوا على موقع رابطة محترفي التنس (الإنجليزية)
- ناوكي ناكاجاوا على موقع الاتحاد الدولي لكرة المضرب (الإنجليزية)
- ناوكي ناكاجاوا على موقع خلاصة التنس.كوم (الإنجليزية)
- ناوكي ناكاجاوا على موقع إي إس بي إن.كوم (الإنجليزية)